# Lester Carney
Pour les articles homonymes, voir Carney.
Lester « Les » Carney  (né le 31 mars 1934 à Bellaire) est un athlète américain spécialiste du sprint. 
Il remporte la médaille d'argent des Jeux panaméricains de 1959, s'inclinant face à son compatriote Ray Norton. L'année suivante, il se classe deuxième des championnats de l'Amateur Athletic Union, et se qualifie pour les Jeux olympiques de 1960 en devançant notamment le champion olympique en titre Bobby Morrow lors des sélections olympiques américaines. À Rome, Les Carney remporte la médaille d'argent du 200 mètres en 20 s 6, derrière l'Italien Livio Berruti et devant le Français Abdoulaye Seye.
Ses records personnels sont de 9 s 6 sur 100 yards (1959), 10 s 3 sur 100 m (1956) et 20 s 69 sur 200 m (1960).

## Palmarès
| Date | Compétition        | Lieu    | Résultat | Épreuve |
| ---- | ------------------ | ------- | -------- | ------- |
| 1959 | Jeux panaméricains | Chicago | 2e       | 200 m   |
| 1960 | Jeux olympiques    | Rome    | 2e       | 200 m   |